# Eutelia apithana
Eutelia apithana là một loài bướm đêm trong họ Noctuidae.